# Олонештский район
Олоне́штский райо́н (рум. raionul Olănești)— административно-территориальная единица Молдавской ССР, существовавшая с 11 ноября 1940 года по июнь 1959 года.

## История
Район был образован 26 мая 1941 года, центр — село Олонешты. До 16 октября 1949 года находился в составе Бендерского уезда, после упразднения уездного деления перешёл в непосредственное республиканское подчинение.
С 31 января 1952 года по 15 июня 1953 года район входил в состав Тираспольского округа, после упразднения окружного деления вновь перешёл в непосредственное республиканское подчинение.
В июне 1959 года Олонештский район был ликвидирован, его территория передана в состав Каушанского района. Позже вся территория бывшего Олонештского района стала частью нового Суворовского района.

## Административное деление
По состоянию на 1 января 1955 года Олонештский район состоял из 8 сельсоветов: Капланский, Карагасанский, Крокмазский, Олонештский, Паланкский, Пуркарский, Слободзейский и Чобручский.